# Martín Vidal Corella
Martín Vidal Corella (Valencia, 1 de enero de 1895- 4 de junio de 1976). Pintor y fotógrafo (como lo fueran también sus hermanos Vicente y Luis), nacido a una familia de varias generaciones de artistas que fueron pioneros de la fotografía.
Hijo de Martín Vidal Romero, el iniciador de una saga de fotógrafos valencianos que llevará hasta la actualidad en la persona del nieto de su hermano Luis Vidal Corella, Luis Vidal Ayala. 
Cursó estudios en la Academia de San Carlos; y su obra fue valorada positivamente, como demuestra la obtención de la tercera medalla en la Exposición Regional de Arte de 1914, y al año siguiente, la primera.
Fue discípulo de Mariano Benlliure y maestro de Fernando Hurtado Sanchís.
Concursó en diferentes ocasiones, consiguiendo nuevos premios. Fue fotógrafo artístico, profesional del reportaje gráfico de prensa. Su plaza está situada al distrito marítimo.
Fotógrafo costumbrista de la vida valenciana de principios de siglo XX, parte de su obra fotográfica fue adquirida por el archivo del ayuntamiento de Valencia. 